# Medal „Za pracę i zwycięstwo”
Medal „Za pracę i zwycięstwo” (ukr. Медаль «За працю і звитягу», Medal „Za praciu i zwytiahu”) – cywilne odznaczenie ukraińskie nadawane przez Prezydenta Ukrainy.
Medal „Za pracę i zwycięstwo” został ustanowiony w 2001. Mogą nim być nagrodzeni również obcokrajowcy lub osoby nieposiadające obywatelstwa.
Nadawany jest za znaczący wkład w rozwój ekonomicznej, naukowo-technicznej, socjalno-kulturalnej, wojskowej, państwowej, publicznej oraz innych dziedzin działalności, wieloletnią sumienną pracę, wzorowe wykonanie obowiązków służbowych.